# Lysjanský rajón
Lysjanský rajón (ukrajinsky Лисянський район) byl rajón v Čerkaské oblasti na Ukrajině. Hlavním městem byla Lysjanka a rajón měl přibližně 22 tisíc obyvatel.

## Sídla v rajónu
- Lysjanka